# Nátrium-cianid
A nátrium-cianid egy rendkívül mérgező szervetlen vegyület, a kéksav nátriumsója. Szobahőmérsékleten színtelen, higroszkópos, kristályos por. Ha vízmentes, akkor szagtalan, egyébként a kálium-cianidhoz hasonlóan keserűmandulára emlékeztető illata van, ezt azonban egyesek – genetikai okokból – nem képesek észlelni. Cianidmérgezés esetén azonnali orvosi segítségre van szükség, mivel gyorsan halált okoz.

## Veszélyei
Rendkívül mérgező anyag, vízzel érintkezve is hidrogén-cianid fejlődése közben bomlik. Szabad levegőn is HCN-t fejleszt. Ez azzal magyarázható, hogy a hidrogén-cianid a szénsavnál is gyengébb sav, így ha a sóját egy (a HCN-től erősebb) sav éri, akkor felszabadul a hidrogén-cianid. A levegő szén-dioxid- és víztartalma ezt már lehetővé teszi:
2 NaCN + CO2 + H2O = Na2CO3 + 2 HCN
A mérgezés során a véráramba került cianid a mitokondriumokba kerülve megbénítja az oxigénfelvételben kulcsszerepet játszó citokróm-oxidáz enzim működését. Ennek eredményeképpen a sejtek oxigénfelvevő képessége elhanyagolható szintre csökken. A mérgezési tünetek fejfájás, hányinger, hányás, hirtelen eszméletvesztés, nehézlégzés, légszomj, epilepsziára emlékeztető görcsök, rángatózás. 100–200 mg -nál több cianid elfogyasztása egy percen belül öntudatvesztést okoz, de ez a szervezet védekezőképessége és a gyomortartalom függvényében 10 másodperc is lehet. 45 percen belül kóma áll be, 2 órán belül pedig, ha időben nem érkezik orvosi segítség, beáll a halál. A légzésleállás után pár perccel még van esély a túlélésre, ha megfelelő orvosi ellátásban részesül a mérgezett. A halál közvetlen oka általában szívbénulás.
A kezelés: oxigént adnak, majd nátrium-nitrit-oldatot adnak be a véráramba a betegnek. Vagy pedig nátrium-tioszulfát-oldatot itatnak vele, ha lehetséges.

## Felhasználása
Régebben használták a cianidokat rovarirtószerként. Mostanában galvanizáló üzemekben, aranyércek feldolgozásánál használják, mivel az aranyat könnyen komplex ionná alakítja. Alkalmazása a mérgező hatása miatt nagy odafigyelést igényel. Csak méreg-engedéllyel szerezhető be, tárolását, kezelését részletesen szabályozzák.